# Glyxerit

Glycerol

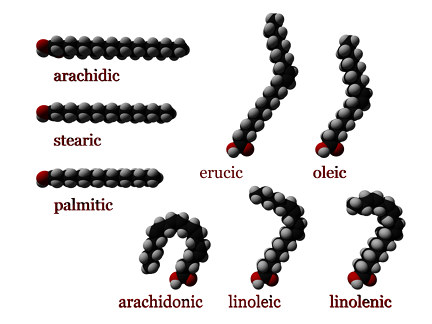
Axít béo

Triaxetin, chất béo đơn giản nhất

Glyxerit hay acylglycerol là các este được tạo thành từ glycerol (Glyxêrin) và các axít béo.
Glycerol có ba nhóm chức hydroxyl, có thể được este hóa bằng một, hai hay ba axít béo để tạo ra các monoglyxerit, diglyxerit và triglyxerit.
Các loại dầu thực vật và mỡ động vật chứa chủ yếu là các triglyxerit, nhưng bị các enzym tự nhiên (lipaza) phân hủy thành các dạng mono- và diglyxerit cùng các axít béo tự do.
Xà phòng được tạo ra từ phản ứng của các glyxerit với hydroxide natri. Glycerol là sản phẩm có thể làm mềm da bị khử nước nhờ hút ẩm từ không khí. Nếu glycerol tinh khiết để lộ ra ngoài không khí thì trong vòng 10 tới 12 giờ nó sẽ trở thành hỗn hợp chứa 80% glycerol và 20% nước do khả năng hút nước tới 1/5 trọng lượng của chính nó.
Các glyxerit một phần là các este của glycerol với các axít béo, trong đó chỉ một phần các nhóm
hydroxyl hiện hữu bị este hóa. Một vài nhóm hydroxyl trong este của glycerol là tự do trong sự góp phần vào tính chất phân cực của các hóa chất này. Các glyxerit một phần với chuỗi ngắn cói độ phân cực cao và có các tính chất dung môi rất tốt cho nhiều loại dược phẩm khó hòa tan.